# SN 1999af
SN 1999af – supernowa typu Ia odkryta 12 lutego 1999 roku w galaktyce A134450-0640. W momencie odkrycia miała maksymalną jasność 20,60m.